# Китагава, Мина
Мина Китагава (яп. 北川みな; 3 ноября 1905 — 19 декабря 2020) — японская долгожительница, фермер. На момент смерти являлась девятым  старейшим живущим человеком в мире и третьим в Японии. Её возраст был подтверждён группой геронтологических исследований.

## Биография
Мина Китагава родилась 3 ноября 1905 года в Этигава (ныне Айсе), префектура Сига, Японская империя.
Её отец был фермером, а муж работал на Японских национальных железных дорогах. Они переезжали с одного места на другое из-за его работы, прежде чем в конце концов поселиться в Хиконе, Сига, где они арендовали около 2500 квадратных метров земли для выращивания риса и овощей. Китагава продолжала работать фермером до 100 лет. В 2017 году она переехала в дом престарелых в Хиконе, Сига.
По состоянию на февраль 2020 года она проживала в городе Хиконе, Префектура Сига, Япония.

## Рекорды долголетия
- 13 сентября 2014 года, после смерти долгожительницы Китагавы Сигэ в возрасте 111 лет и 151 дня она стала старейшим живущим жителем в префектуре Сига[3].

- 15 февраля 2019 года Китагава стала самым старым человеком, когда-либо зарегистрированным в префектуре Сига, побив предыдущий рекорд в 113 лет и 103 дня, установленный Нивой Кавамото в 1976 году.

- 9 апреля 2020 года вошла в список 100 старейших женщин в истории.

На момент смерти Китагава Мина являлась девятым старейшим живущим человеком в мире и третьим в Японии (после Канэ Танаки и Сигеё Накати).
Мина Китагава входит в топ-50 старейших людей в истории.

## Ссылка
- http://supercentenarian-research-foundation.org/TableE.aspx Архивная копия от 25 мая 2018 на Wayback Machine
- https://gerontology.wikia.org/wiki/Mina_Kitagawa Архивная копия от 27 сентября 2020 на Wayback Machine Gerontology Wiki
- https://the110club.com/mina-kitagawa-1905-present-t21914.html Архивная копия от 25 февраля 2020 на Wayback Machine The 110 Club